# Classe Akademik Kurchatov
Le unità appartenenti alla classe Akademik Kurchatov (progetto 976 secondo la classificazione russa) sono grandi navi per ricerche oceanografiche e meteorologiche costruite in Germania Est, tra il 1966 ed il 1968.

## Tecnica ed utilizzo
Queste unità sono state costruite in due versioni, che differiscono probabilmente solo per le dotazioni interne.
La linea del loro scafo somiglia molto a quella di piccoli incrociatori.
La classe, in totale, comprende sette unità, tutte nominalmente in servizio.
Due sono operative presso l'Accademia russa delle scienze, e vengono utilizzate per ricerche oceanografiche. Queste sono:
- Akademik Kurchatov
- Dmitriy Mendeleyev (con base a Vladivostok)

Quattro sono in servizio con il servizio idrometeorologico, e vengono utilizzate come navi meteorologiche.
- Akademik Korolev (con base a Vladivostok)
- Akademik Shirskov (con base a Vladivostok)
- Akademik Vernadskiy (con base a Sebastopoli)
- Professor Vize

Il reale status di queste navi non è noto, e sembra che molte non siano in condizioni operative.
La settima unità, la Professor Zubov, è utilizzata in Ucraina per scopi civili.